# Atobá-pardo
Sula leucogaster Bod., popularmente conhecido pelos nomes atobá, atobá-pardo, atobá-marrom, atobá-de-barriga-branca, toba, mergulhão, mambembo, mumbebo, alcatraz-pardo, freira, é uma espécie de ave marinha suliforme da família Sulidae.

## Etimologia do nome científico
Sula é o termo latino para "ilha". É uma referência ao hábito da espécie de nidificar em ilhas. Leucogaster vem do grego e significa "estômago branco". É uma referência à mancha branca na região do estômago, típica da espécie. Do nome "mergulhão" derivou o verbo português "mergulho", uma referência ao modo como os atobás capturam suas presas no mar.

## Descrição
A plumagem dos indivíduos adultos tem predominância da cor marrom, com a barriga branca, característica que o distingue facilmente das demais espécie de atobá. A pele dos bicos e patas é amarela e a garganta e o loro são nus, encarnados.
Os filhotes nascem sem penas e ao longo dos primeiros dias vão adquirindo aos poucos uma penugem inteiramente branca. Entre 3 a 4 meses de idade o filhote passa a adquirir penas verdadeiras, com uma plumagem "intermediária", característica do estágio juvenil, com predominância de penas da cor cinza. Adiante, o juvenil troca de penas mais uma vez, adquirindo a plumagem definitiva de adulto.

## Hábitos

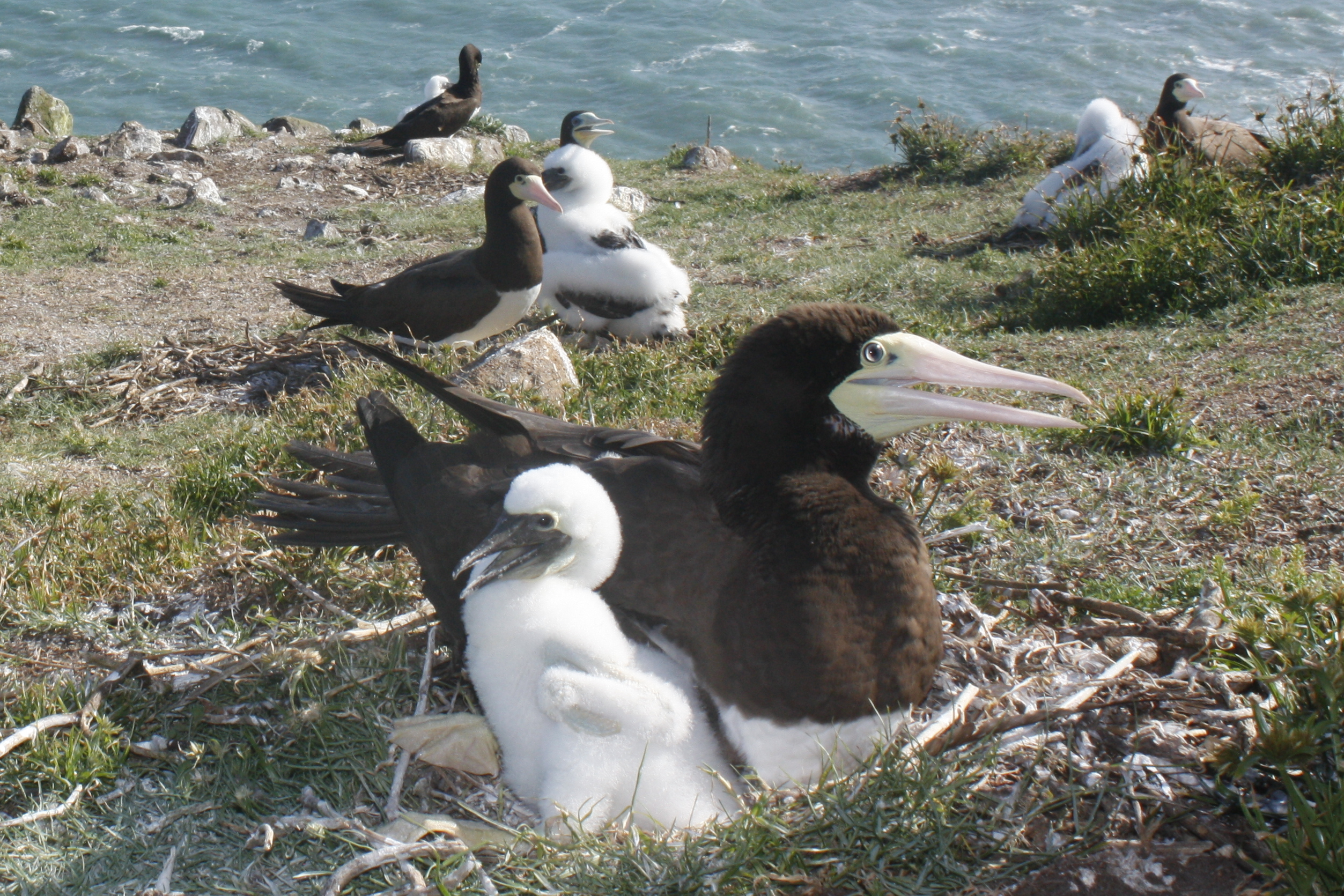
Colônia reprodutiva de atobás-pardos, nas Ilhas Moleques do Sul.

É uma ave marinha que vive perto da costa, construindo seus ninhos em ilhas isoladas costeiras ou oceânicas, mas que pode migrar por grandes distâncias, longe das suas colônias reprodutivas originais. Escolhe fazer seus ninhos geralmente em locais de difícil acesso, bastante íngremes e com terreno acidentado, especialmente penhascos.
Alimenta-se de uma grande diversidade de peixes, que captura mergulhando até profundidades de 10 a 15 metros. Seu bico é anatomicamente adaptado ao mergulho, sendo pontudo e robusto, bastante característico das aves do gênero Sula.
Pode viver por até 25 anos e atinge a maturidade sexual aos 3 anos de idade.

## Área de ocorrência
O atobá é uma ave característica dos mares tropicais e subtropicais, inclusive das costas e mares brasileiros.
No Brasil a espécie ocorre ao longo de toda a costa, mas se concentra em determinadas regiões geográficas, especialmente onde há proximidade de colônias reprodutivas, locais onde se concentram vários ninhos da espécie, que ocorrem geralmente em ilhas isoladas próximas da costa ou oceânicas.
No Brasil, a colônia reprodutiva mais ao sul se encontra no arquipélago de Moleques do Sul, na costa do estado de Santa Catarina, enquanto que mais ao norte se encontram até o arquipélago de São Pedro e São Paulo, já acima da linha do equador. Também ocorrem colônias reprodutivas nas ilhas de Fernando de Noronha, Abrolhos e Atol das Rocas e algumas outras ilhas costeiras do Brasil.

## Subespécies
São reconhecidas quatro subespécies:
- Sula leucogaster leucogaster (Boddaert, 1783) - ocorre nas ilhas no Golfo do México, Caribe e na região tropical do Oceano Atlântico;
- Sula leucogaster plotus (J. R. Forster, 1844) - ocorre em ilhas no Mar Vermelho, na porção tropical do Oceano Índico, na região tropical oeste e central do Oceano Pacífico e no norte da Austrália.
- Sula leucogaster etesiaca (Thayer & Bangs, 1905) - ocorre nas ilhas da região úmida do Pacífico, na América Central e Colômbia;
- Sula leucogaster brewsteri (Goss, 1888) - ocorre nas ilhas do Golfo da Califórnia e da costa do oeste do México e nas ilhas Três Marias e Clipperton.

## Galeria

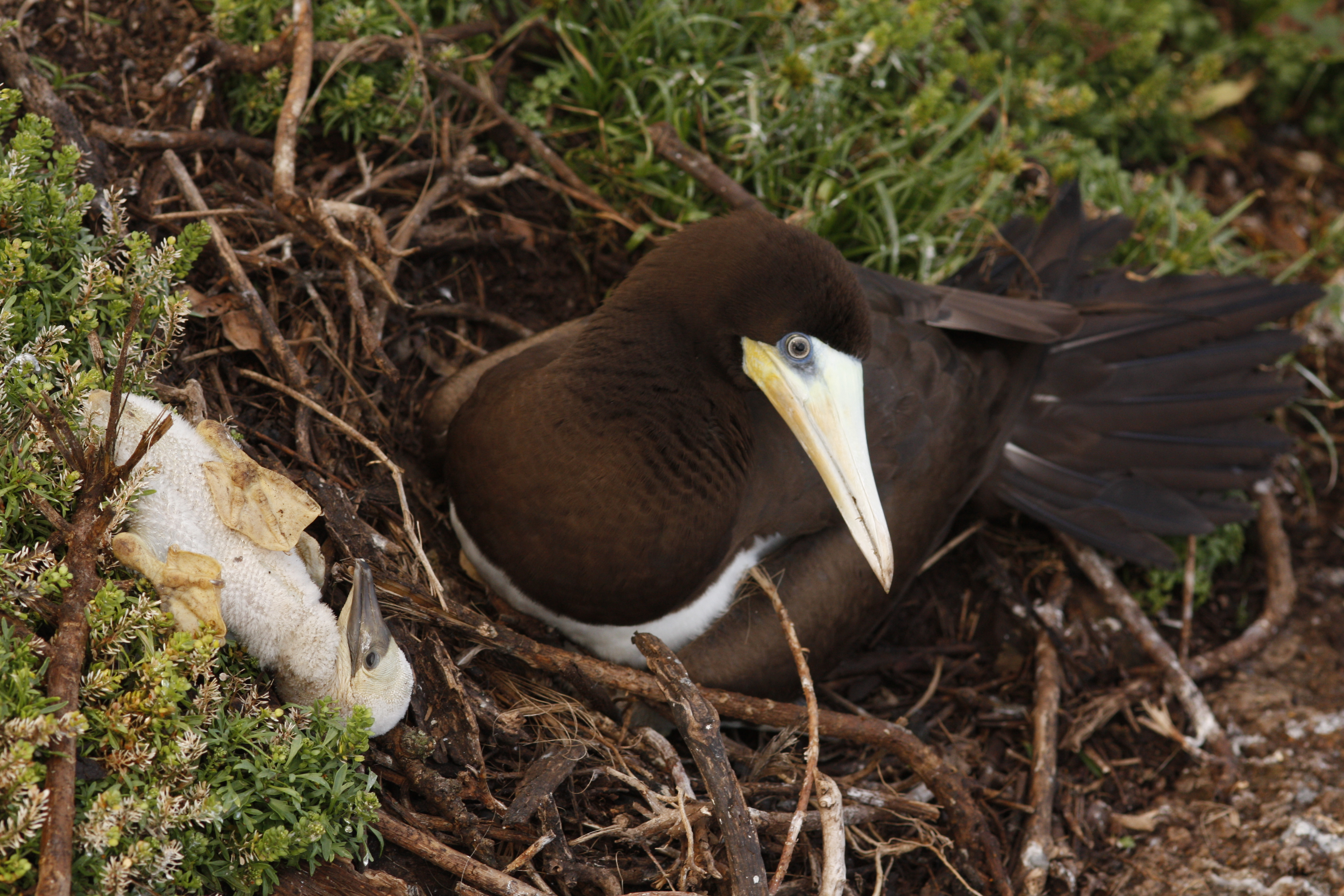
Atobá fêmea, com filhote recém nascido descartado do ninho.
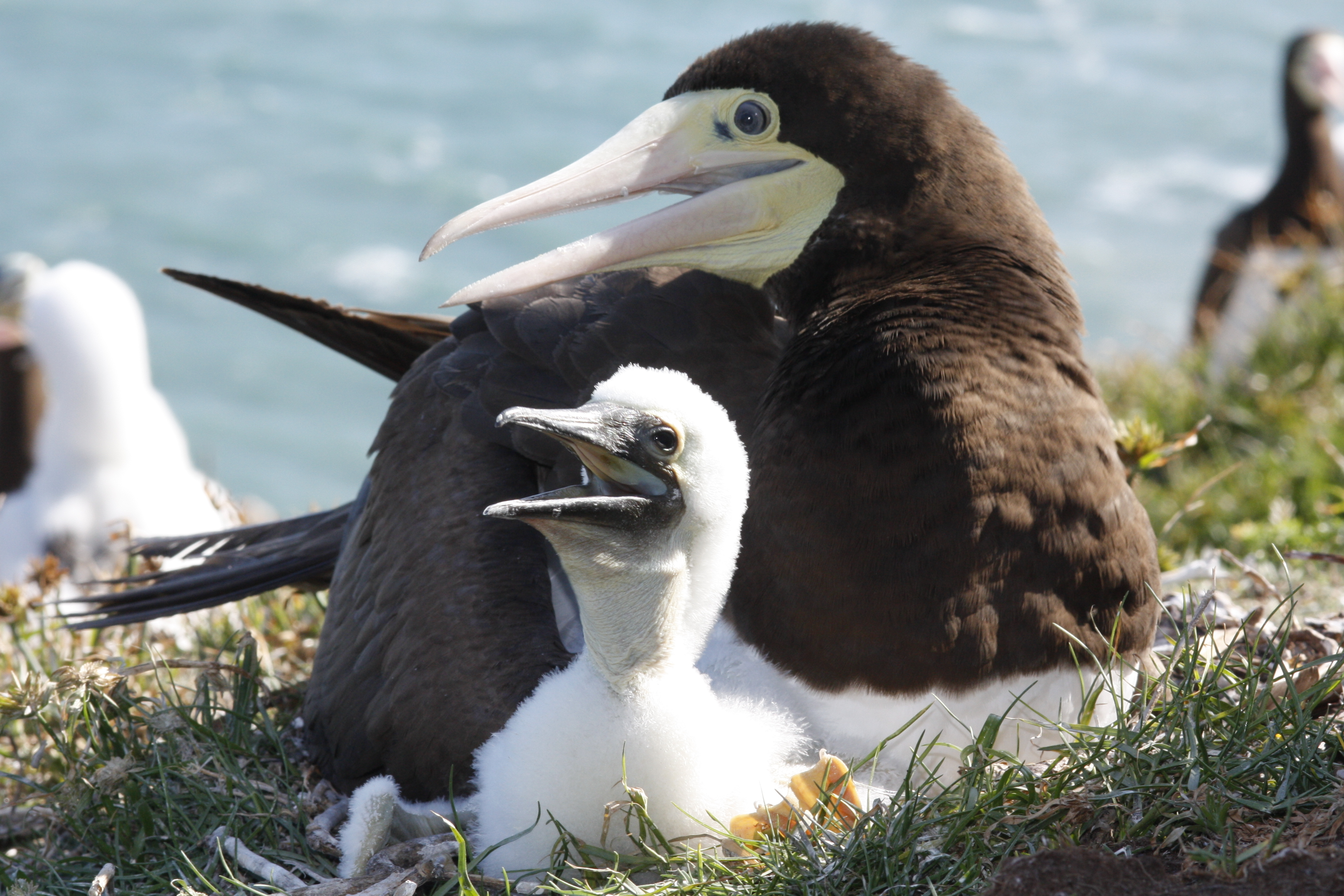
Atobá fêmea, com filhote no ninho.
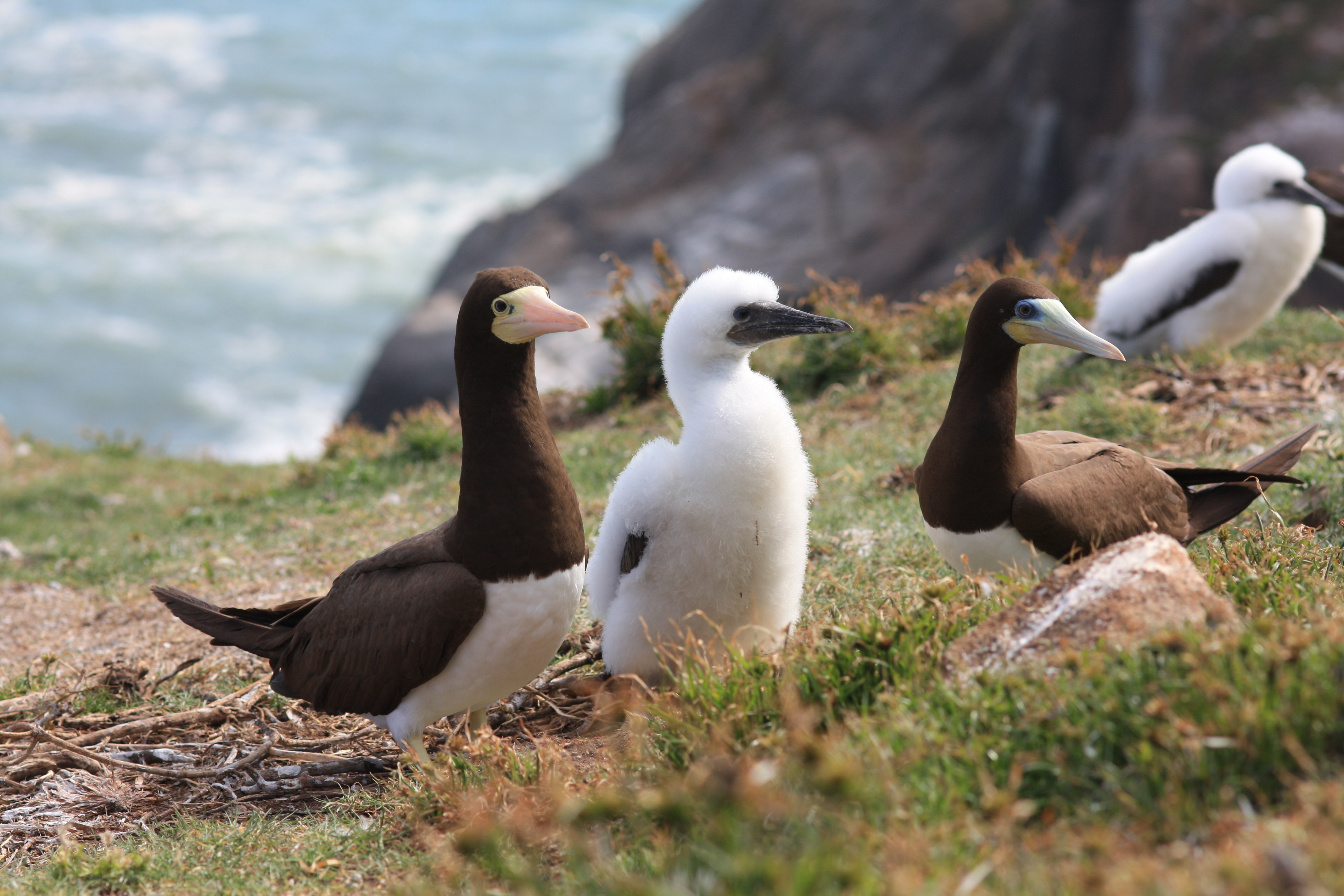
Casal de atobás, com filhote branco no meio.
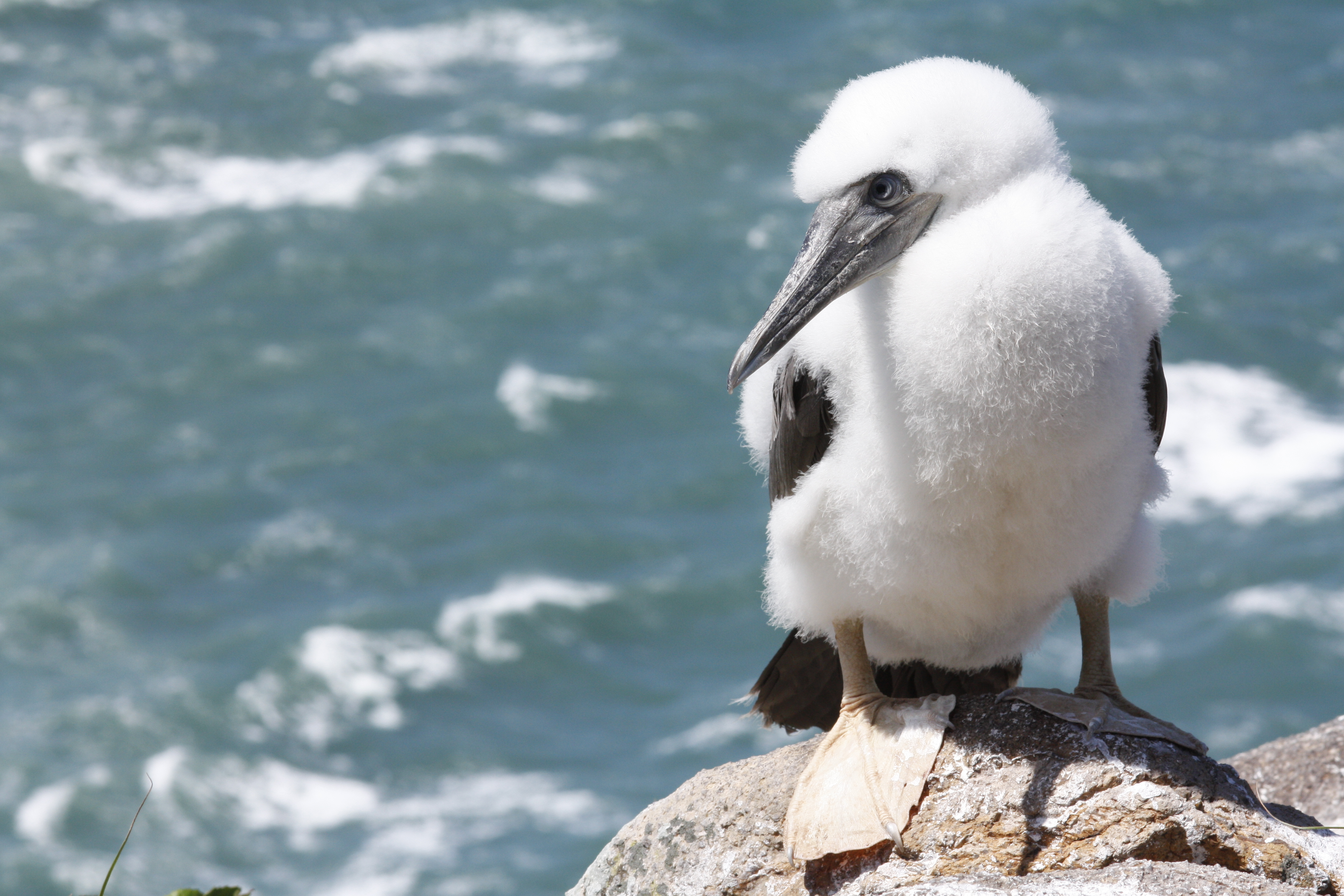
Atobá filhote, com a penugem característica.
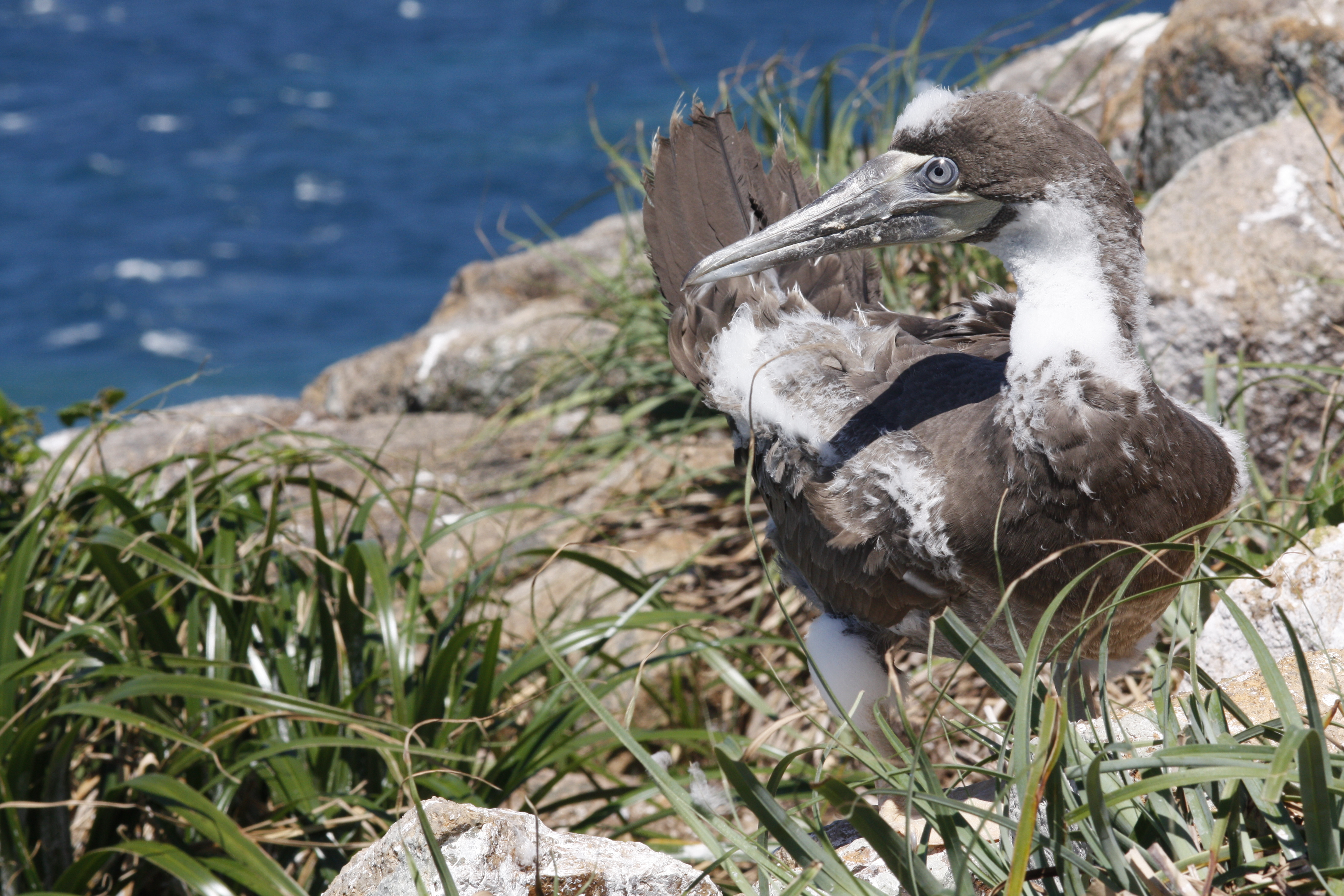
Atobá filhote, trocando a plumagem para o estágio de juvenil
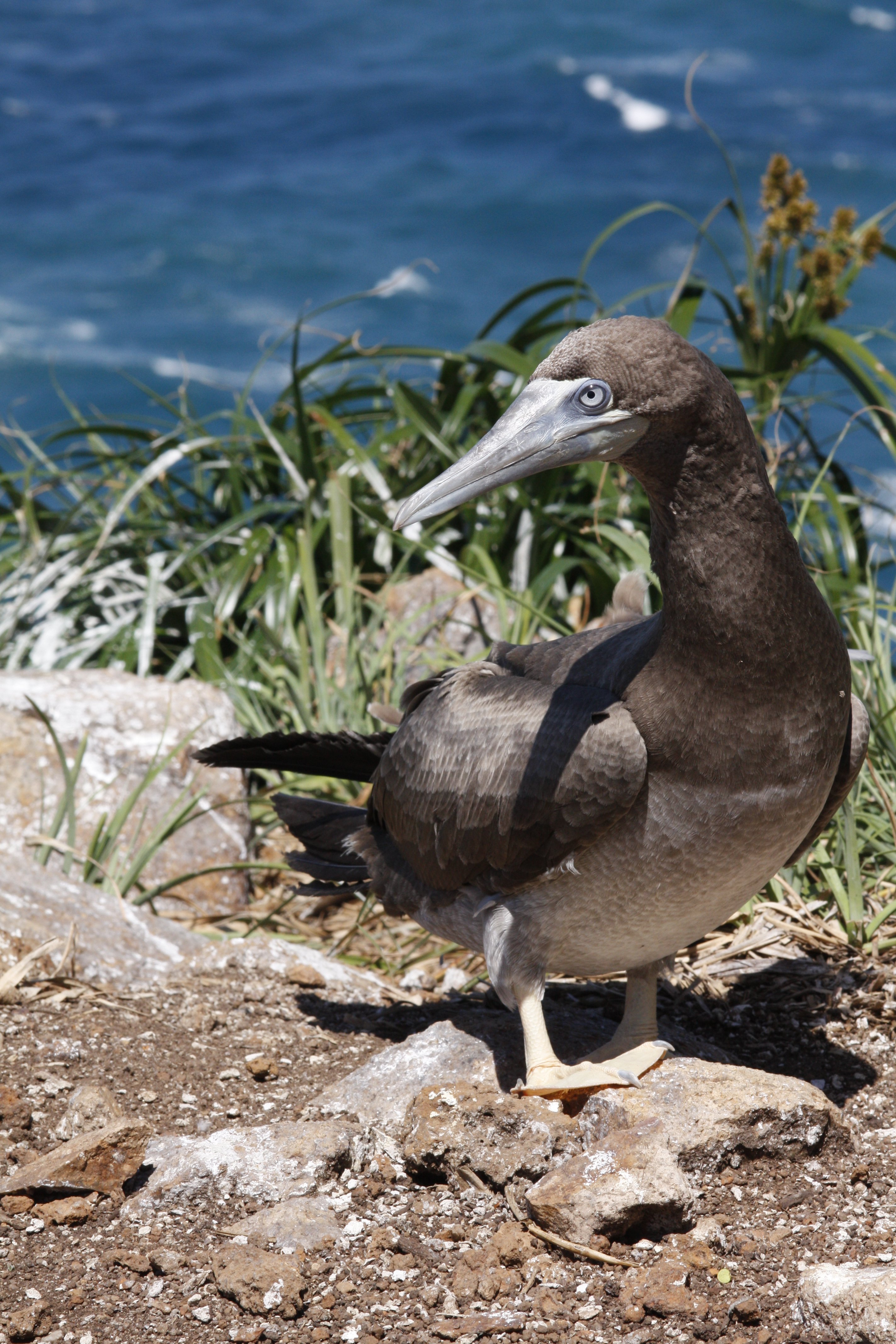
Atobá Sula leucogaster com plumagem juvenil.
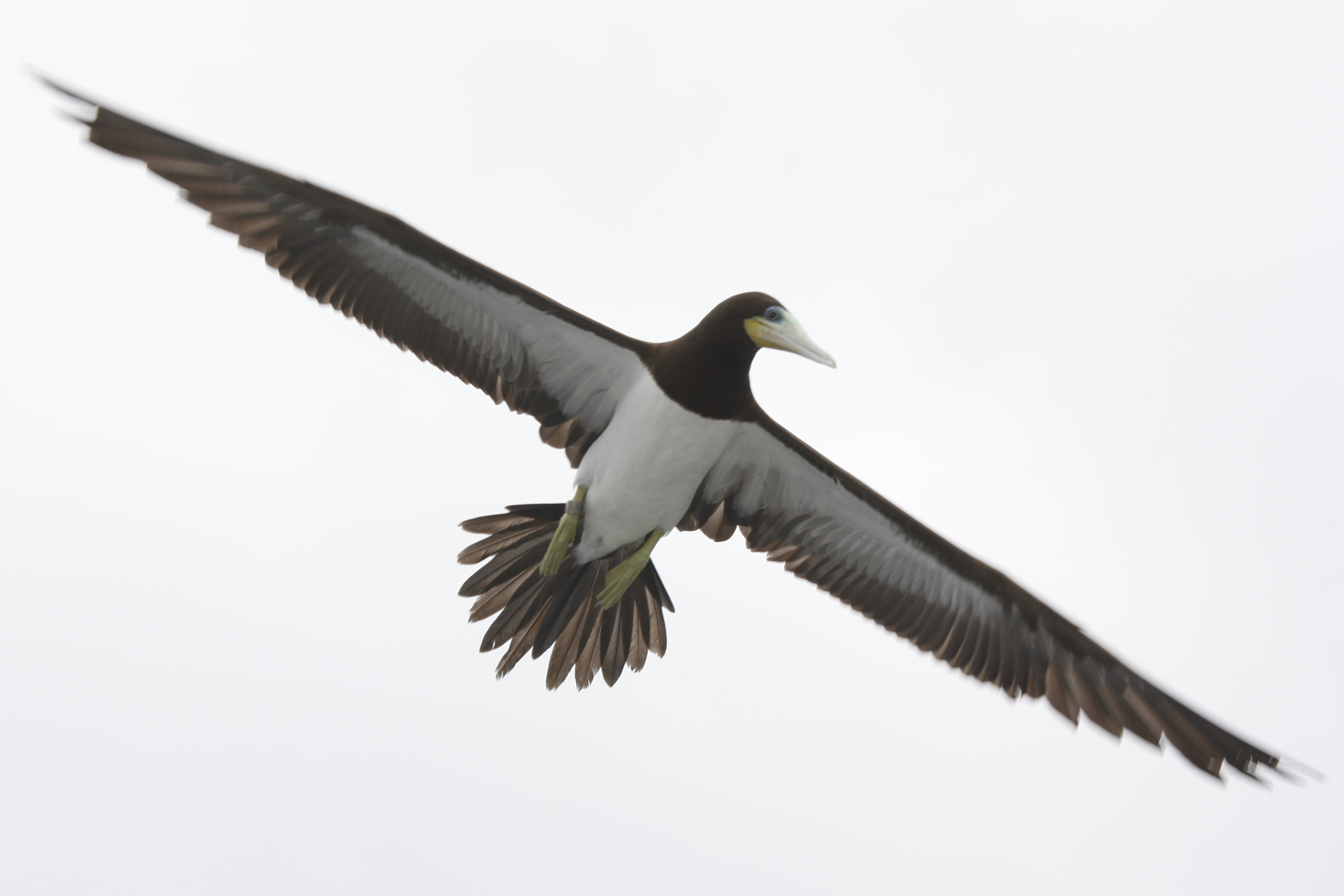
Atobá Sula leucogaster adulto.
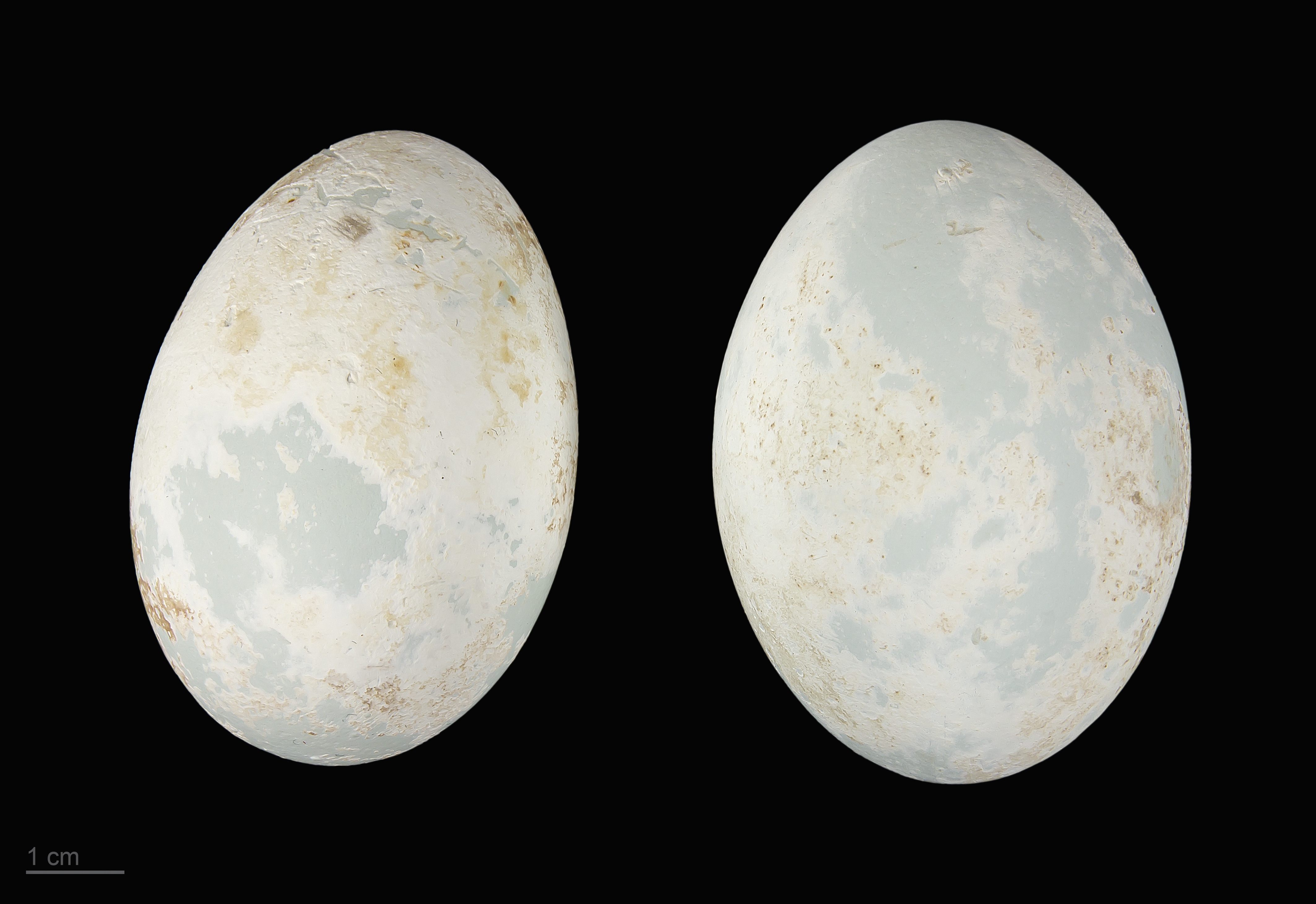
Sula leucogaster - MHNT